# André Hibernon
André Hibernon (Murcie, 1534- Gandia, 18 avril 1602) est un frère lai franciscain déchaussé espagnol reconnu bienheureux par l'Église catholique.

## Biographie
Né à Murcie dans le Sud de l'Espagne en 1534, André se place chez un de ses oncles afin d'y gagner un peu d'argent et de pouvoir fournir une dot à sa sœur qui, sans cela, ne peut se marier et s'établir.
Ensuite, il quitte le monde et rejoint les frères mineurs déchaussés où il est convers. Là, il se dévoue avec une humilité profonde au service des moines, les accompagnant dans les visites aux malades et aux pauvres, et dans leurs efforts pour la conversion des Maures. D'une grande dévotion pour la Vierge Marie, il vit une vie de prière et de dévouement à ses frères et aux malheureux.
Il aurait bénéficié du don de prophétie et du don de faire des miracles. Il est parfois évoqué contre les maladies dues aux refroidissements, en référence à son nom.
Il meurt paisiblement en 1602 ; il est béatifié en 1791 par le Pape Pie VI. Sa fête est fixée au 18 avril.

## Sources
- Histoire universelle de l'église catholique - René François Rohrbacher - Auguste-Henri Dufour - 1859 lire en ligne sur Gallica
- (en)  Cet article contient des extraits traduits d'un article de la Catholic Encyclopedia dont le contenu se trouve dans le domaine public.